# Панженский, Алексей Афанасьевич
Панженский Алексей Афанасьевич (13.10.1925 — 10.09.1981) — участник Великой Отечественной войны, стрелок 6-й роты 2-го стрелкового батальона 212-го гвардейского стрелкового полка 75-й гвардейской стрелковой дивизии 30-го стрелкового корпуса 60-й армии Центрального фронта, гвардии красноармеец, Герой Советского Союза (1943) .

## Биография
Родился 13 октября 1925 года в селе Цыпино ныне Топкинского района Кемеровской области. Окончил семилетнюю школу , работал в колхозе.
В Красную Армию призван в феврале 1943 году, учился в Кемеровском военном пехотном училище. В августе 1943 года курсантов без присвоения звания направили в Действующую армию. 4 сентября 1943 года красноармеец Панженский стал стрелком 6-й стрелковой роты 212-го гвардейского стрелкового полка 75-й гвардейской стрелковой дивизии.
Гвардии красноармеец Панженский А.А. особо отличился при форсировании реки Днепр севернее Киева, в боях при захвате и удержании плацдарма в районе сел Глебовка и Ясногородка (Вышгородский район Киевской области) на правом берегу Днепра осенью 1943 года. В представлении к награждению командир 212-го гвардейского стрелкового полка гвардии полковник Борисов М.С. написал:

Гвардии рядовой Панженский  23 сентября 1943 года первый в составе взвода гвардии младшего лейтенанта Яржина форсировал реку Днепр и первый ворвался на пароход «Николаев», где вместе со взводом взяли в плен пароход «Николаев», баржу с военно-инженерным имуществом, станковый пулемёт, миномёт и двух человек из команды парохода.

Участвуя в боях  за деревню Ясногородка, гвардии рядовой Панженский первый из взвода ворвался в боевые порядки немцев, дрался храбро, мужественно и стойко, не щадя своей жизни, при этом уничтожив 15 немецких солдат и офицеров, и ручной пулемет противника.
Указом Президиума Верховного Совета СССР от 17 октября 1943 года за успешное форсировании реки Днепр севернее Киева, прочное закрепление плацдарма на западном берегу реки Днепр и проявленные при этом мужество и геройство гвардии красноармейцу Панженскому Алексею Афанасьевичу
присвоено звание Героя Советского Союза с вручением ордена Ленина и медали «Золотая Звезда» .
По некоторым данным в 1944-1948 годах учился в Военном институте иностранных языков Красной Армии .
После войны Панженский А.А. жил и работал в Москве. Умер 10 сентября 1981 года. Похоронен на Кунцевском кладбище .

## Награды
- Медаль «Золотая Звезда» № 1567 Героя Советского Союза (17 октября 1943 года);
- орден Ленина (17 октября 1943 года);
- орден Красной Звезды;
- медали.

## Память
- На могиле Героя на Кунцевском кладбище в Москве установлен памятник[9].